# Iglesia de la Buena Muerte (Goiás)
La Iglesia de la Buena Muerte (portugués: Igreja da Boa Morte) es una iglesia situada en la ciudad de Goiás, en Brasil. Es un edificio de estilo barroco, visible en su frontispicio, y es la representación principal de este estilo en el estado. En su interior los altares laterales presentan elementos decorativos tanto barrocos como rococós. Su construcción comenzó por iniciativa de los militares pero una prohibición real les impedía ser propietarios de la iglesia así que la donaron a la Irmandade dos Homens Pardos (Hermandad de los mulatos) que finalizó la obra en 1779,  pero un incendio en 1921 destruyó muchas imágenes creadas por el escultor Veiga Valle además del altar mayor y la sacristía. Desde 1969 alberga también el Museo de Arte Sacro de la Buena Muerte que contiene coronas, cálices, candeleros y pebeteros de los siglos XVIII y XIX.
Es el punto de partida de la Procesión del Fogaréu que tiene lugar el Miércoles Santo.
Fue nombrada Patrimonio de la Humanidad de la Unesco en 2001 como parte del conjunto del Centro histórico de Goiás.